# Marcela Saftiuc
Marcela Saftiuc (n. 19 septembrie 1951, Mănăstireni, județul Cluj) este o cantautoare română considerată unul dintre pionierii muzicii folk în România, alături de artiști precum Mircea Bodolan, Dan Chebac, Mircea Florian, Adriana Ausch, Mircea Vintilă, Doru Stănculescu sau Nicu Alifantis.

## Biografie
Este fiica unică a familiei Saftiuc, mama fiind învățătoare din Cluj iar tatăl bucovinean, profesor de muzică. La vârsta de zece ani, familia s-a mutat în  Moldova la Onești dar nu după mult timp au decis să revină în Ardeal, la Cluj. 
Încă de mică i-a plăcut să cânte iar tatăl a învățat-o vioara. Când era în clasa a XI-a, prietenii ei au avut nevoie de o „voce” în orchestră, iar ea a acceptat. Din moment ce cunoștea vioara, nu i-a fost de loc greu să învețe să cânte și la chitară, iar compunerea unor versuri pentru cântecele ei au venit de la sine.
După liceu s-a înscris la Facultatea de Filologie din Cluj la secția de franceză. A participat la o audiție la Casa de Cultură unde  
a fost remarcată de Bițu Mărgărint și Teo Peter, (ulterior chitaristul de la formația Compact) uimiți de felul cum cânta, astfel a fost inclusă în programul artistic al județului, care participa la binecunoscuta emisiune televizată „Dialog la distanță” și care avea loc pe scena Teatrului din Cluj. Prin aceasta a devenit star peste noapte la vârsta de 19 ani.
Teatrul Național din Cluj a prezentat la 23 mai 1972, poemul spectacol „Și totuși, cuvintele" cu interpreții Carmen Galin, Anton Tauf și cântăreața de muzică folk Marcela Saftiuc.
A continuat să participe la concursuri și la Club A din București, unde l-a cunoscut pa Mircea Florian care se lansase deja în muzica folk cu Podul de piatră și Veverița subacvatică.
În 1973 a lansat primul disc single Electrecord, împreună cu Mircea Florian. A urmat al doilea disc single lansat în 1975. Era deja demult lansată când a fost invitată să cânte la Cenaclul Flacăra. Se pare că a fost singura cântăreață română de folk care a fost invitată să facă turnee în Belgia și în Franța, în 1978 și 1979. 
La începutul anilor 1980 i s-a propus Marcelei Saftiuc să predea limba română la Universitatea din Lyon, unde a plecat împreună cu soțul, semnând un contract pe patru ani. După o revenire scurtă în România, s-au întors din nou în Franța. S-a angajat ulterior la o societate de traduceri, după trei ani a ocupat un post de administrator și a urmat cursuri de comerț exterior. Tot acest timp nu a renunțat să cânte. După scurt timp a fondat propria sa societate de traduceri.
Este căsătorită cu Vicențiu Iluțiu din 1976 și au o fiică.

## Discografie

### Singles
- 1973 Mircea Florian / Marcela Saftiuc – Podul de piatră / Împreună / Zorior de ziuă / Balada – Electrecord – 45 EDC 101.327, (Vinyl, 7", 45 RPM, Single)[5]
- 1975 Marcela Saftiuc – Fiii lacrimilor tale / Vînt de seară / Trăim atîta vreme – Electrecord – 45 STM-EDC 10.445, (Vinyl, 7", 45 RPM, Single)[6]

### MC
- 1976 Various – Muzică Folk – Electrecord – MC STC 0032 (Casetă, compilație)
  - poziția A3 : Marcela Saftiuc – Zorior de ziuă
  - poziția A7 : Marcela Saftiuc – Trăim atîta vreme
  - poziția B2 : Marcela Saftiuc – Fiii lacrimilor tale
  - poziția B6 : Marcela Saftiuc – Vînt de seară
- 1981 Various – Folk – Electrecord – MC 00144 (Casetă, compilație, mono)
  - poziția A4 : Marcela Saftiuc – Planorul[7]

### Albume
- 1996 – Various – Din Darul Magilor II – RoCD 112[8]
- 2005 – Various – Cenaclul Flacăra – Intercont Music – IMCD 1264, Ediție de Colecție, Cenaclul Flacăra, (CD, Compilation, Stereo, Mono)
- 2008 – Marcela Saftiuc – Călător – Electrecord – EDC 891 (CD, Album)[9]
- 2008 Various – Suntem răi și aroganți – 	Intercont Music – IMCD 1336, Jurnalul Național – IMCD 1336
  - poziția 16 – Marcela Saftiuc– Mă luai (cântec popular)[10]

## Premii și recompense
- 1970 Festivalul folk, organizat de Clubul 303 –  Premiul I, la secția folk;
- 1971 Festivalul național pop – Premiul I, la secția folk;
- 1972 Festivalul național studențesc de muzică ușoară, Iași – Premiul de popularitate;
- 1973 martie – Festivalul de muzică și poezie Primăvara baladelor
  - Premiul de compoziție pentru cea mai bună prelucrare a unei piese folclorice — „Colind” de Marcela Saftiuc și Traian Cosma.
  - Premiul de popularitate (împreună cu Traian Cosma);
- 1973 aprilie – Primăvara studențească clujană –  Diplomă de onoare.
- 1974 Premiul special al Cenaclului „Flacăra” – Marcela Saftiuc[11]

Top muzical „Flacăra”
- Căntecul Prinzi oare jocul vântului din drum? a intrat pe locul 1 în „Top muzical «Flacăra»” al revistei Flacăra[12], menținându-se în top șapte săptămâni.[13]
- La începutul anului 1975 Marcela Saftiuc a intrat din nou în topul „Flacăra” cu Olean II și ulterior cu Fiii lacrimilor tale fiind concomitent cu două cântece în clasament.[14][15]